# Noel Mata Atilano
Noel Mata Atilano (San Juan de los Lagos, Jalisco, 4 de noviembre de 1966) es un político y arquitecto mexicano afiliado al Partido Acción Nacional. De 2017 a 2019 fue presidente municipal de Jesús María y desde 2021 es diputado federal en la LXV Legislatura del Congreso de la Unión.

## Primeros años
Noel Mata Atilano nació el 4 de noviembre de 1966 en San Juan de los Lagos, Jalisco. Estudió la licenciatura en arquitectura en la Universidad Autónoma de Aguascalientes y la maestría en valuación en la misma institución. De 2001 a 2012 ejerció como docente en la Universidad del Valle de México, en la Universidad Cuauhtémoc y en la Universidad Autónoma de Aguascalientes. Durante el mismo periodo fue presidente de la Academia de arquitectura y diseño gráfico.

## Trayectoria política
De 2013 a 2016 fue secretario de desarrollo agrario, territorial y urbano del municipio de Jesús María. En las elecciones estatales de 2016 fue postualdo por el Partido Acción Nacional como presidente municipal del ayuntamiento de Jesús María. Obtuvo el cargo con el apoyo del 44% de los votos y lo ejerció desde el 1 de enero de 2017 hasta el 14 de octubre de 2019.
El 15 de noviembre de 2019 fue nombrado por el gobernador de Aguascalientes, Martín Orozco Sandoval, como secretario de obras públicas del estado. En las elecciones federales de 2021 fue postulado por el Partido Acción Nacional como candidato a diputado por el distrito 1 de Aguascalientes. Tras los comicios ocupó el cargo en la LXV Legislatura del Congreso de la Unión desde el 1 de septiembre de 2021. Dentro del congreso es secretario de la comisión de recursos hidráulicos, agua potable y saneamiento, integrante de las comisiones de desarrollo urbano y ordenamiento territorial y cambio climático, además de ser presidente del grupo de amistad con Dinamarca.